# Constantino Alexios da Grécia e Dinamarca

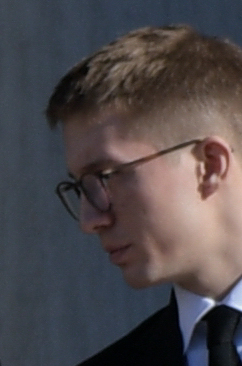
Constantino Alexios da Grécia e Dinamarca

Constantino Alexios da Grécia e Dinamarca (em grego: Κωνσταντίνος Αλέξιος Ελλάδος και Δανίας; Nova Iorque, 29 de outubro de 1998) é um Príncipe da Grécia e Dinamarca, segundo filho e herdeiro aparente de Paulo, Príncipe Herdeiro da Grécia e de sua esposa, Maria Chantal Miller.

## Nascimento
Constantino Alexios nasceu no Centro Médico de Weill Cornell, na cidade de Nova Iorque nos Estados Unidos no dia 29 de outubro de 1998. O príncipe é neto dos reis depostos Constantino II da Grécia e de Ana Maria da Dinamarca, Consorte da Grécia, os últimos reis gregos. Sendo membro da família real grega e da família real dinamarquesa.
Ele é o segundo nascido no geral e o primeiro varão do casal. Tem uma irmã mais velha: a princesa Maria Olympia da Grécia e Dinamarca; e também outros três irmãos mais novos: os príncipes Aquiles André da Grécia e Dinamarca, Odisseu Kimon da Grécia e Dinamarca e Aristides Stavros da Grécia e Dinamarca.
Ele está na pretensão para a linha de sucessão ao trono da Grécia; porém não está na linha de sucessão ao trono dinamarquês.

## Batismo
O batismo do príncipe foi realizado em comunhão com a Igreja Ortodoxa Grega na Catedral Ortodoxa de Santa Sofia da cidade de Londres em 15 de abril de 1999, e foi presidido pelo Arcebispo da Grã-Bretanha e o Patriarca Gregório.
Tal como se estabelece, por ser o futuro herdeiro grego, o príncipe teve sete padrinhos, sendo eles:
- Rei Filipe VI da Espanha
- Rei Frederico X da Dinamarca
- Princesa Vitória, Princesa Herdeira da Suécia
- Príncipe Guilherme, Príncipe de Gales
- Príncipe Nicolau da Grécia e Dinamarca
- Príncipe Dimitri da Ioguslávia
- Princesa Alexandra von Fürstenberg (sua tia materna)

## Títulos e estilos
- 29 de outubro de 1998 - presente: Sua Alteza Real Príncipe Constantino Alexios da Grécia e Dinamarca